# Xian de Luotian
Le xian de Luotian (罗田县 ; pinyin : Luótián Xiàn) est un district administratif de la province du Hubei en Chine. Il est placé sous la juridiction de la ville-préfecture de Huanggang.

## Démographie
La population du district était de 595 587 habitants en 1999.

## Réseau routier
La route nationale 318 (ou G318), d'une longueur de 5 476 kilomètres, qui relie Shanghai à la frontière népalaise, traverse le xian.